# Parafia św. Mateusza Apostoła w Drołtowicach
Parafia św. Mateusza Apostoła w Drołtowicach – parafia rzymskokatolicka należąca do dekanatu Syców diecezji kaliskiej.
Swym zasięgiem parafia obejmuje następujące wsie: Biskupice, Drołtowice, Dziesławice, Wojciechowo Wielkie i Zawada. Kościół parafialny mieści się we wsi Drołtowice. W Dziesławicach znajduje się kościół filialny pod wezwaniem św. Trójcy.